# راغو
راغو (بالإيطالية: Ragù)‏ هي صلصة إيطالية تقدم غالباً مع المعكرونة واللحم، كما يتم احيانا إضافة لحم الخيل، تعتبر من أكثر الصلصات المشهورة في شمال إيطاليا كما أنها موجودة أيضاً في منطقة كامبانيا.